# Isoluoto, Letala
Isoluoto är en ö i Finland. Den ligger i sjön Pitkäjärvi och i kommunen Letala i den ekonomiska regionen Nystadsregionen och landskapet Egentliga Finland, i den sydvästra delen av landet, 200 km väster om huvudstaden Helsingfors. Öns area är 2 hektar och dess största längd är 220 meter i öst-västlig riktning.